# Menhir von Bensheim
Der Menhir von Bensheim  (auch Hinkelstein genannt) ist ein vorgeschichtlicher Menhir in Bensheim im Landkreis Bergstraße in Hessen.

## Lage
Der Stein befindet sich mitten im Ort im nordwestlichen Zwickel der Straßenkreuzung Auf der Schwell/Am Hinkelstein und Röderweg.

## Beschreibung
Der Menhir besteht aus Granulit. Er läuft in einer rundlichen Spitze aus und weist an seiner südlichen und östlichen Seite künstliche Bearbeitungsspuren auf. Der Stein hat eine Höhe von 140 cm, eine Breite von 90 cm und eine Dicke von 60 cm.